# پارک ها-جون
پارک ها جون (کره‌ای: 박하준؛ زادهٔ ۱۹ آوریل ۲۰۰۰) ورزشکار ورزش تیراندازی اهل کره جنوبی است.
وی در مسابقات کشوری و بین‌المللی در مجموع برندهٔ ۲ مدال طلا، ۲ مدال نقره، ۳ مدال برنز شده است.